# Petnic, Caraș-Severin
Petnic este un sat în comuna Iablanița din județul Caraș-Severin, Banat, România.

## Legături externe

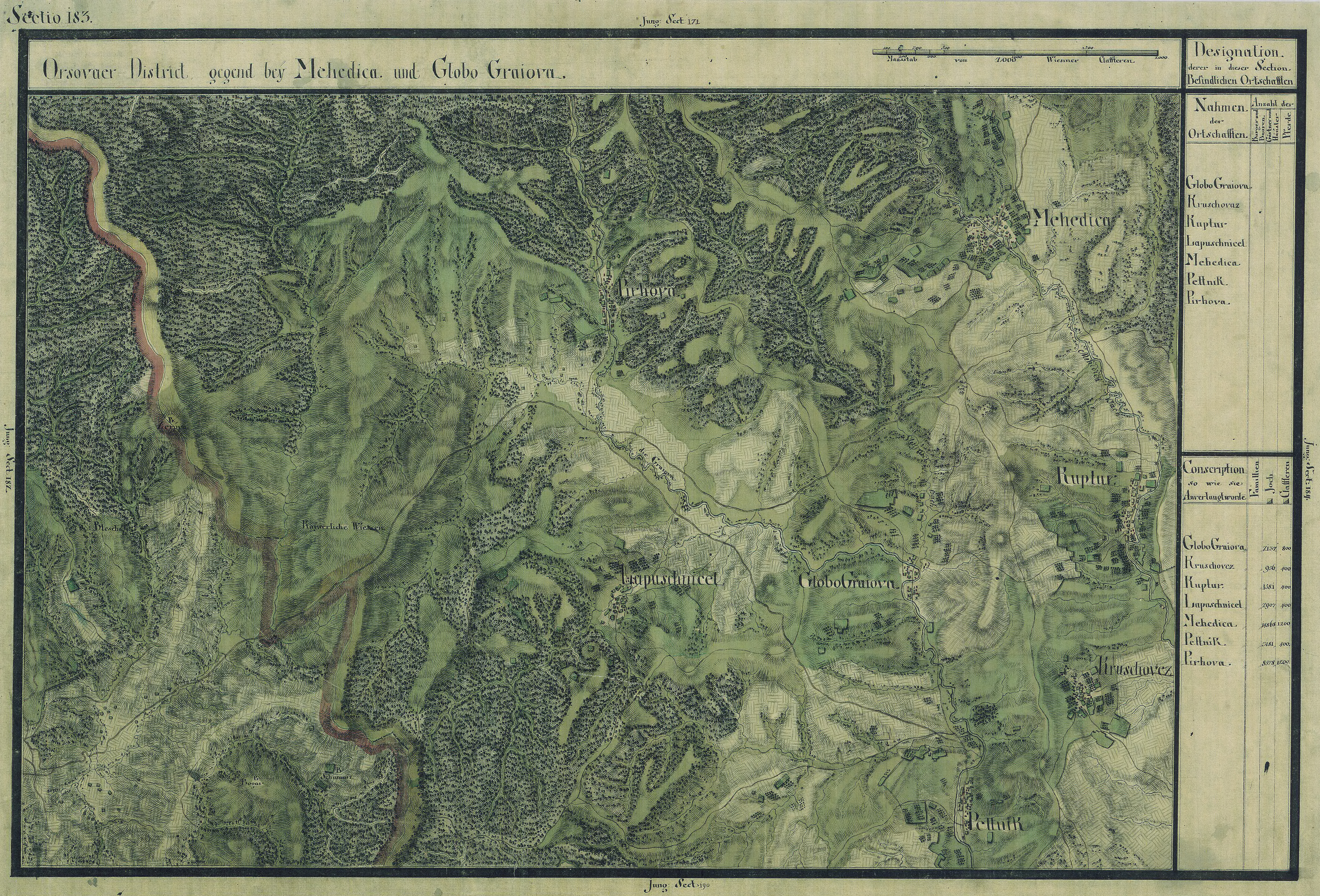
Petnic în Harta Iosefină a Banatului, 1769-72